# Amílcar Argüelles
Amílcar Argüelles (20 de mayo de 1918 – 12 de octubre de 2010) fue un militar y médico argentino, que perteneció inicialmente a la Armada y después a la Fuerza Aérea, y que ocupó el cargo de ministro de Salud de la Nación Argentina durante la dictadura de Roberto Eduardo Viola.

## Biografía
Se recibió de Médico en 1942 de la Universidad de Buenos Aires, y al poco tiempo ingresó como tal a la Armada Argentina donde se desempeñó como aviador naval. Se especializó en Fisiología Aérea en la Escuela de la Marina de Estados Unidos, y con la creación del Hospital Aeronáutico pidió su pase a la Fuerza Aérea, donde alcanzó la jerarquía de Brigadier Militar y fue director de Sanidad. Se especializó como Endocrinólogo en hormonas esteroideas.
Fundó el servicio de Endocrinología y la unidad de estrés del Hospital Aeronáutico. Se desempeñó como docente en la Universidad de Buenos Aires y la Universidad del Salvador, entre otras.
Escribió diversas publicaciones sobre endocrinología y farmacología por lo que fue premiado por la  Academia Nacional de Medicina en 1972. Entre 1971 y 1972 fue presidente de la Sociedad Argentina de Endocrinología.